# Harry Levin
Harry Tuchman Levin  (18 de julio de 1912 – 29 de mayo de 1994) fue un crítico literario estadounidense de origen judío, estudioso del modernismo y la literatura comparada. Levin fue considerado uno de los mayores expertos en la obra de James Joyce, especialmente por su ensayo James Joyce: A Critical Introduction (1941). También escribió importantes trabajos sobre Shakespeare, Poe, Melville, Hawthorne, Marlowe, Balzac y Stendhal.

## Biografía
Nacido en Minneapolis, Harry Levin estudió en la Universidad de Harvard (fue contemporáneo de M. H. Abrams), donde se graduó en 1933. Comenzó a impartir clases en dicha universidad en 1939. Ese mismo año contrajo matrimonio con Elena Zarudnaya. Fue nombrado profesor de literatura comparada de la cátedra  Irving Babbitt, de Harvard, en 1960. Se retiró en 1983. Continuó viviendo en el campus, cerca de Cambridge, Massachusetts, hasta su muerte, en 1994. Le sobrevivieron su viuda Elena y su hija Marina.
Su curso "Comedia en el escenario" inspiró a Leonard Lehrman para escribir el artículo, "La cuna de los tres centavos", en el que comparó La ópera de los tres centavos (1928) de Bertolt Brecht y Kurt Weill con The Cradle Will Rock (1937) (Abajo el telón), de Marc Blitzstein. En el otoño de 1969, fue patrocinador único en una producción de esta obra, dirigida por Lehrman. En 1970-1971 patrocinó y supervisó en la Universidad de Harvard dos producciones más a cargo de Lehrman: el estreno en EE. UU. de Los días de la Comuna, de Brecht, y una función variada en memoria de Blitzstein, a la que asistió Leonard Bernstein. Fue en esa producción cuando Levin invitó a Bernstein a participar en las Charles Eliot Norton Lectures, de Harvard, que contó con el pianista el año siguiente.
En 1985, la American Comparative Literature Association comenzó a otorgar el premio Harry Levin para libros de historia de la literatura o de crítica, y en 1997, la Universidad de Harvard dotó en su memoria la cátedra Harry Levin Professor of Literature.

## Obra crítica
A Levin se le recuerda principalmente por sus trabajos sobre literatura comparada. Tras graduarse, summa cum laude, en 1933, se especializó en Shakespeare y el Renacimiento Inglés, la literatura de vanguardia y la relación de la literatura en inglés con otras literaturas, desde los clásicos latinos y griegos hasta el presente, así como la de la tragedia con la comedia. Su enfoque de la literatura, en una época en que la crítica se vio muy marcada por la ideología, habría que calificarlo en plural, de “enfoques”. Su mayor interés lo definía el “estilo” o el arte de la expresión, que es lo que caracteriza a todo arte. Para Levin, sin embargo, eran esenciales también la historia social y cultural, de que emanan toda literatura y todo arte. Eso aportaba a sus libros y enseñanzas variedad de facetas y una gran sutileza y profundidad de visión. Este crítico destacaba en conjunto por su erudición y la amplitud de perspectivas. En su lenguaje crítico se combinaba la riqueza de matices con la precisión y un ejercicio brillante de la mordacidad. Levin creía firmemente que las distintas literaturas en el mundo formaban parte de una especie de designio imaginativo global, y para él estaba claro que la literatura del pasado ilumina el presente. Su novela favorita era El Quijote, y dedicó muchas páginas a glosar el humanismo quijotesco que caracteriza a las obras de Joyce.